# Thuridilla lineolata
Thuridilla lineolata is een slakkensoort uit de familie van de Plakobranchidae. De wetenschappelijke naam van de soort is voor het eerst geldig gepubliceerd in 1905 door Bergh.